# Business Angels Deutschland e.V.
Business Angels Deutschland e. V., kurz BAND, ist der nationale Dachverband der Business Angels und ihrer Netzwerke in Deutschland. BAND wurde am 25. August 1998 als Initiative des Bundesforschungsministeriums, gemeinsam mit der Kreditanstalt für Wiederaufbau (KfW), dem Sparkassen- und Giroverband sowie der Deutschen Börse in Berlin gegründet – damals noch unter dem Namen „Business Angels Netzwerk Deutschland“. Ziel der Initiative war es, die US-amerikanische Business-Angel-Kultur in Deutschland zu fördern, indem erfahrene Unternehmer, Juristen, Steuerexperten und Ingenieure ihre Expertise und Kapital mit jungen Startups teilen.